# Мацей Плажинський
Мацей Плажинський (10 лютого 1958 , Млинари, Вармінсько-Мазурське воєводство  — 10 квітня 2010 , Смоленськ ) — польський правник і політичний діяч. Воєвода Гданського воєводства (1990—1996), Маршалек Сейму 3-го скликання (1997—2001), один з лідерів виборчої акції «Солідарність», а потім співзасновник «Громадянської платформи», голова партії та її парламентського клубу в 2001—2003 роках, член Сейму III, IV i VI скликань, сенатор та віцемаршалек Сенату VI скликання у 2005—2007 роках.

## Біографія
Почав свою політичну кар'єру в 1980—1981 роках яу керівника студентської «Солідарності».
У 1987 році став президентом гданського консервативного клубу політичної думки ім. Леха Бондковского.
У 1989 році став одним із співзасновників асоціації «Конгрес лібералів».
У 1990 році — учасник Республіканської коаліції, в 1992 р — вступив в Консервативну партію Польщі.
У 1991 році закінчив юридичний факультет Гданського університету.
У 1990—1996 роках — воєвода Гданського воєводства, пішов у відставку після серії акцій протестів місцевих профспілок.
У 1997—2001 роках- депутат польського сейму і Маршал сейму.
У 2001 році спільно з Дональдом Туском і Анджеєм Олеховським був одним із співзасновників партії Громадянська платформа.
У 2001—2005 роках — депутат сейму. У 2003 році вийшов з партії через особисті обставини, залишившись незалежним депутатом.
У 2005—2007 роках — член і віце-маршал польського сенату.
З 2007 року — депутат польського сейму від партії «Право і справедливість».
З 2008 року — голова Асоціації «Вспульнота польска».
Трагічно загинув в Росії в авіакатастрофі під час аварії літака Ту-154 поблизу міста Смоленськ.

## Нагороди
- Великий хрест ордена Громадянських заслуг (2001)
- Кавалер Великого хреста ордена «За заслуги перед Італійською Республікою» (2000)[5]
- Великий Хрест ордена Відродження Польщі (2010, посмертно)[6]